# Apomempsis densepunctata
Apomempsis densepunctata är en skalbaggsart som beskrevs av Stefan von Breuning 1939. Apomempsis densepunctata ingår i släktet Apomempsis och familjen långhorningar.
Artens utbredningsområde är Gabon. Inga underarter finns listade i Catalogue of Life.